# La Catrina

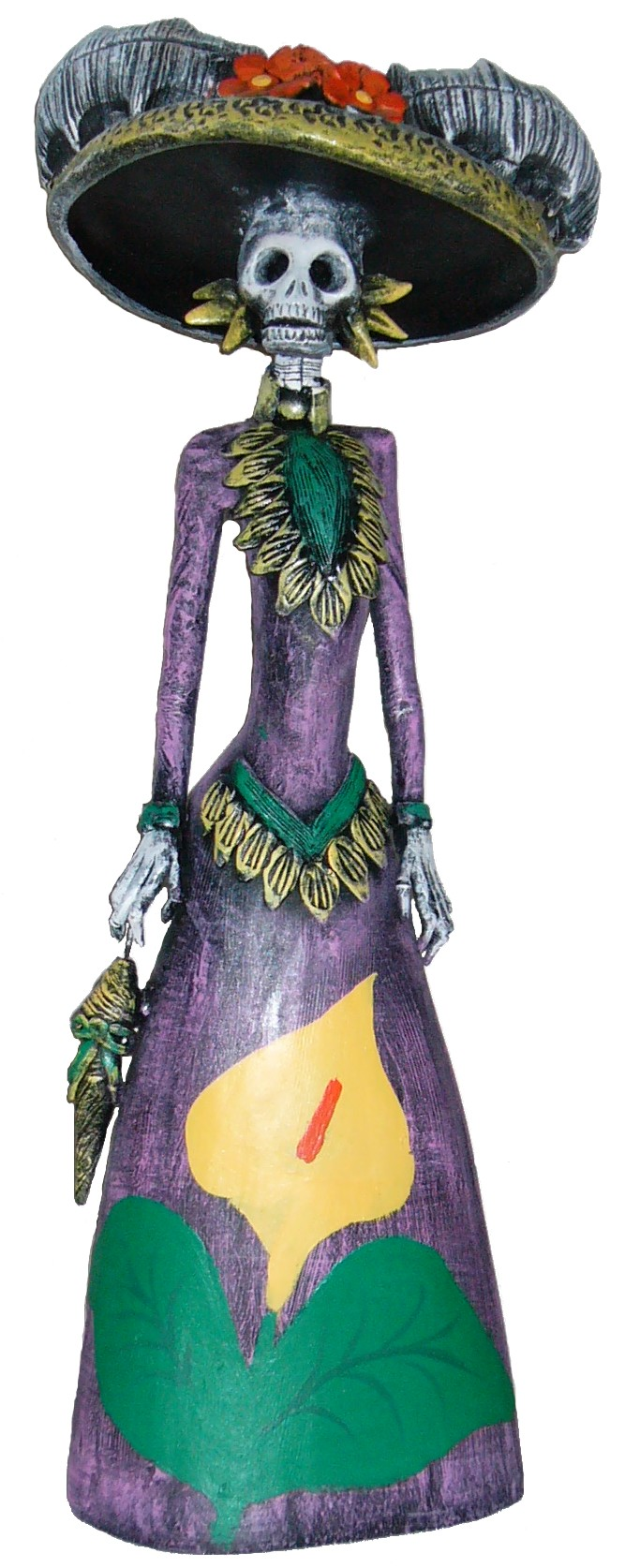
Skulptur La Catrina

La Catrina, die auch Calavera Catrina (Calavera ist span. für Schädel) genannt wird, ist eine Personifikation des Todes, als Frauenskelett mit elegantem Hut, die zum Symbol für den „Tag der Toten“ in Mexiko geworden ist. Es gibt sowohl zwei- als auch dreidimensionale Darstellungen von La Catrina, die oft in Form eines bemalten oder dekorierten Schädels aus unterschiedlichen Materialien angeboten wird.
Obwohl Catrina nicht die erste Figur ist, die mit dem Tag der Toten in Verbindung steht, ist sie mittlerweile die Bekannteste. Schon vorher gab es Darstellungen von Mictlancihuatl, der „Herrin des Todes“ der Azteken, der am häuslichen Altar („Ofrenda“) Opfergaben dargebracht wurden.

## Herkunft

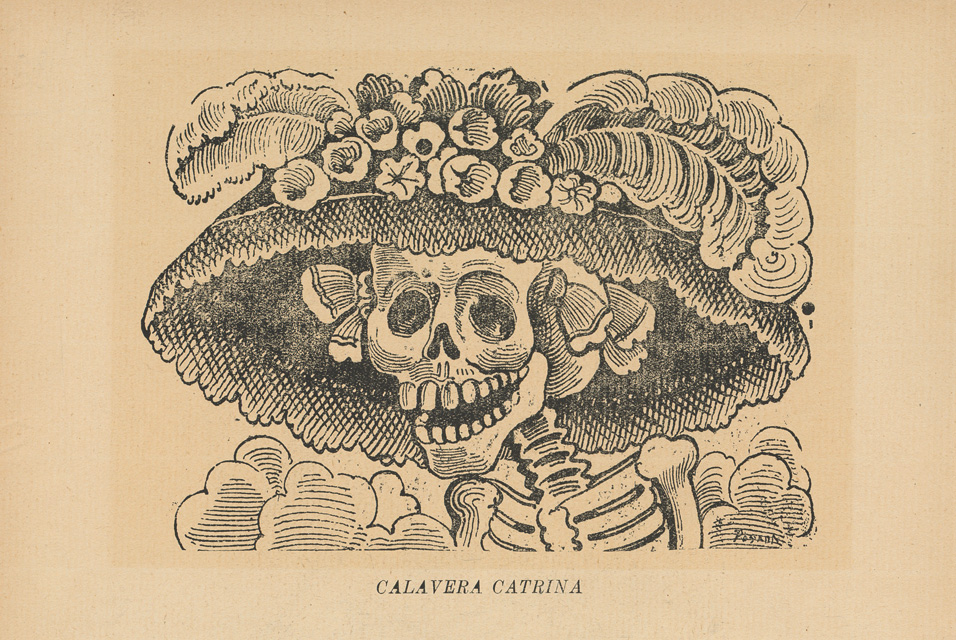
La Calavera de la Catrina von José Guadalupe Posada

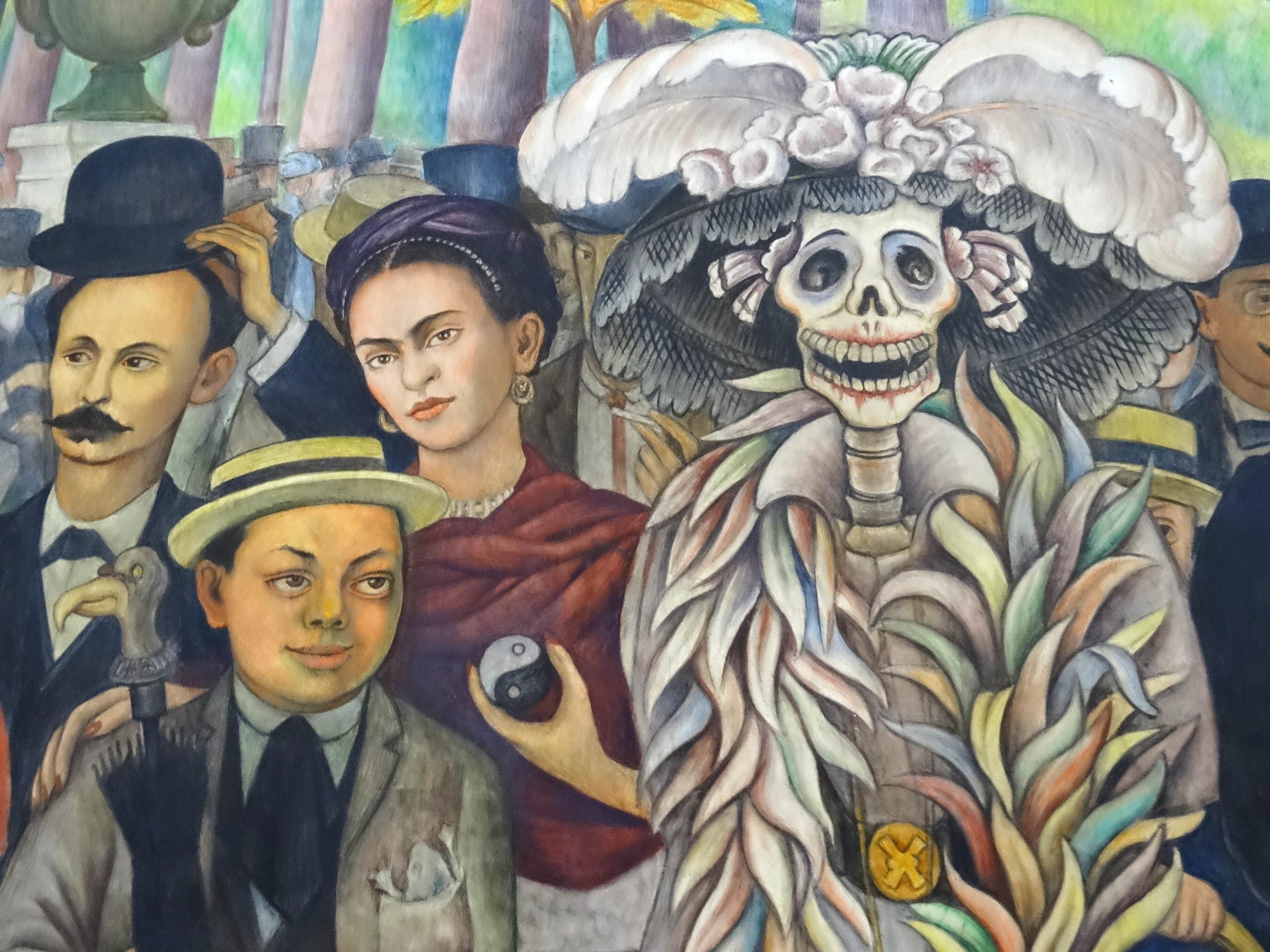
Detail von Diego Riveras Wandmalerei im „Diego Rivera Mural Museum“, Mexiko-Stadt

Der Karikaturist Manuel Manilla hatte bereits zwischen 1904 und 1908 das Werk „Calavera Tapatia“ veröffentlicht, auf dem zwei Figuren mit ähnlichen Schädelköpfen zu sehen sind.
Die erste Catrina, die als Personifikation des Todes auch den charakteristischen, eleganten Hut trägt, wurde ungefähr 1910 von dem mexikanischen Kupferstecher José Guadalupe Posada als satirische Lithografie in der mexikanischen Presse veröffentlicht. Der Name „Catrina“ wurde im Spanischen damals als Ausdruck für eine gut gekleidete Person verwendet, allerdings mit abwertendem und sarkastischem Unterton. Posada machte sich mit seinen politisch und sozial motivierten Zeichnungen über die vorrevolutionäre mexikanische Oberschicht, unter Porfirio Díaz lustig.
Spätestens nachdem der Maler Diego Rivera, 1947, im Zentrum seiner Wandmalerei Sonntagsträumerei in der Alameda, eine Catrina zwischen sich selbst und seiner Frau Frida Kahlo darstellte, erreichte der Kult um die Figur die breite Masse.

## Variationen
Insbesondere zum Tag der Toten wird eine Reihe von Catrinas bei unterschiedlichen Feiern präsentiert oder auch zum Kauf angeboten. Die Bandbreite reicht von diversen Darstellungen als Motiv auf unterschiedlichen Gegenständen, über essbare Schädel (aus Schokolade oder Zucker) bis hin zu Puppen in allen Größen und realen, als Catrina verkleideten Personen, mit Kostüm und Maske oder Gesichtsbemalung.
Auch Tätowierungen der Calavera Catrina sind sehr beliebt, was die große Auswahl an Vorlagenbüchern belegt.

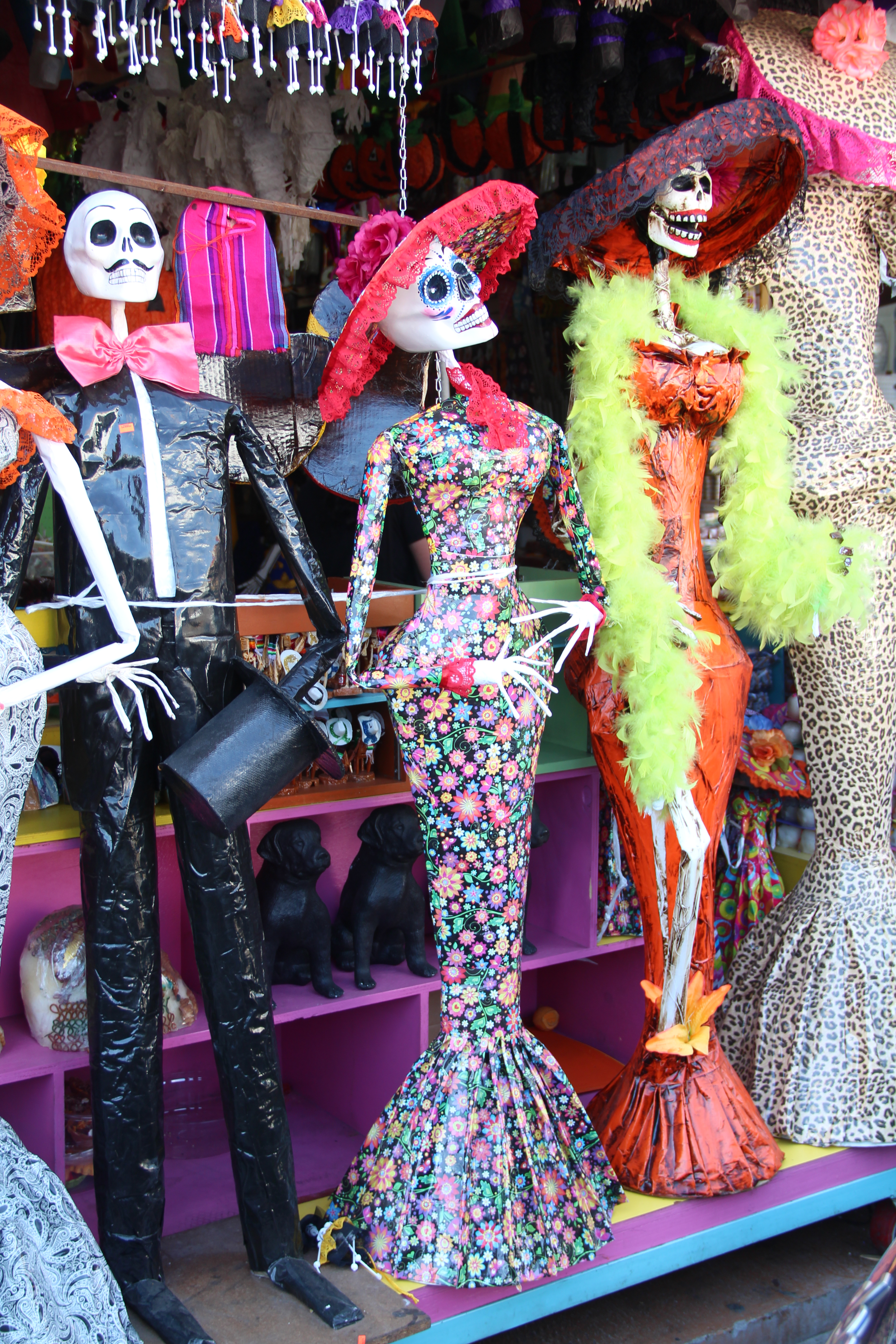
Lebensgroße Catrina-Figuren in Tijuana
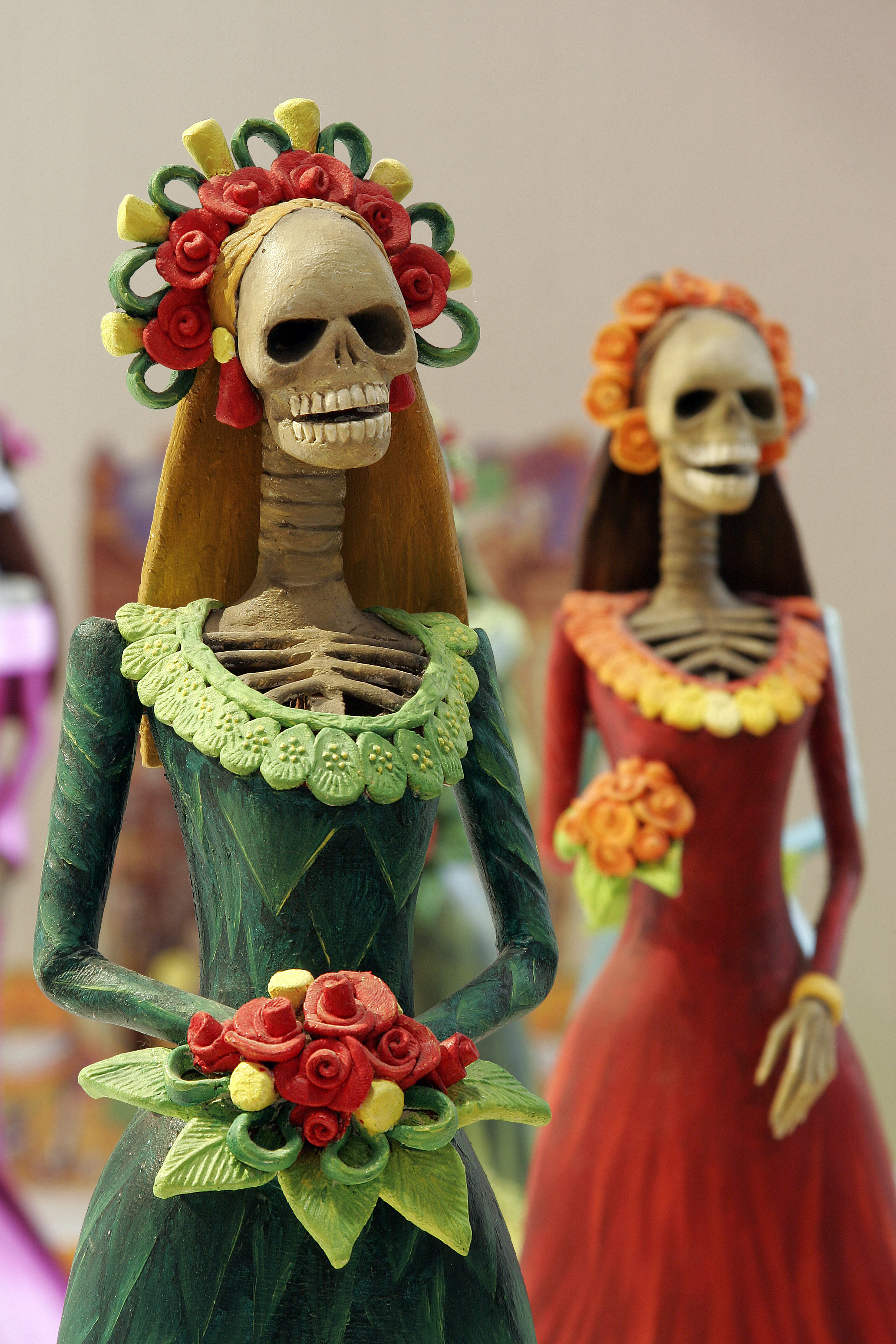
Catrina-Puppen (38 cm)
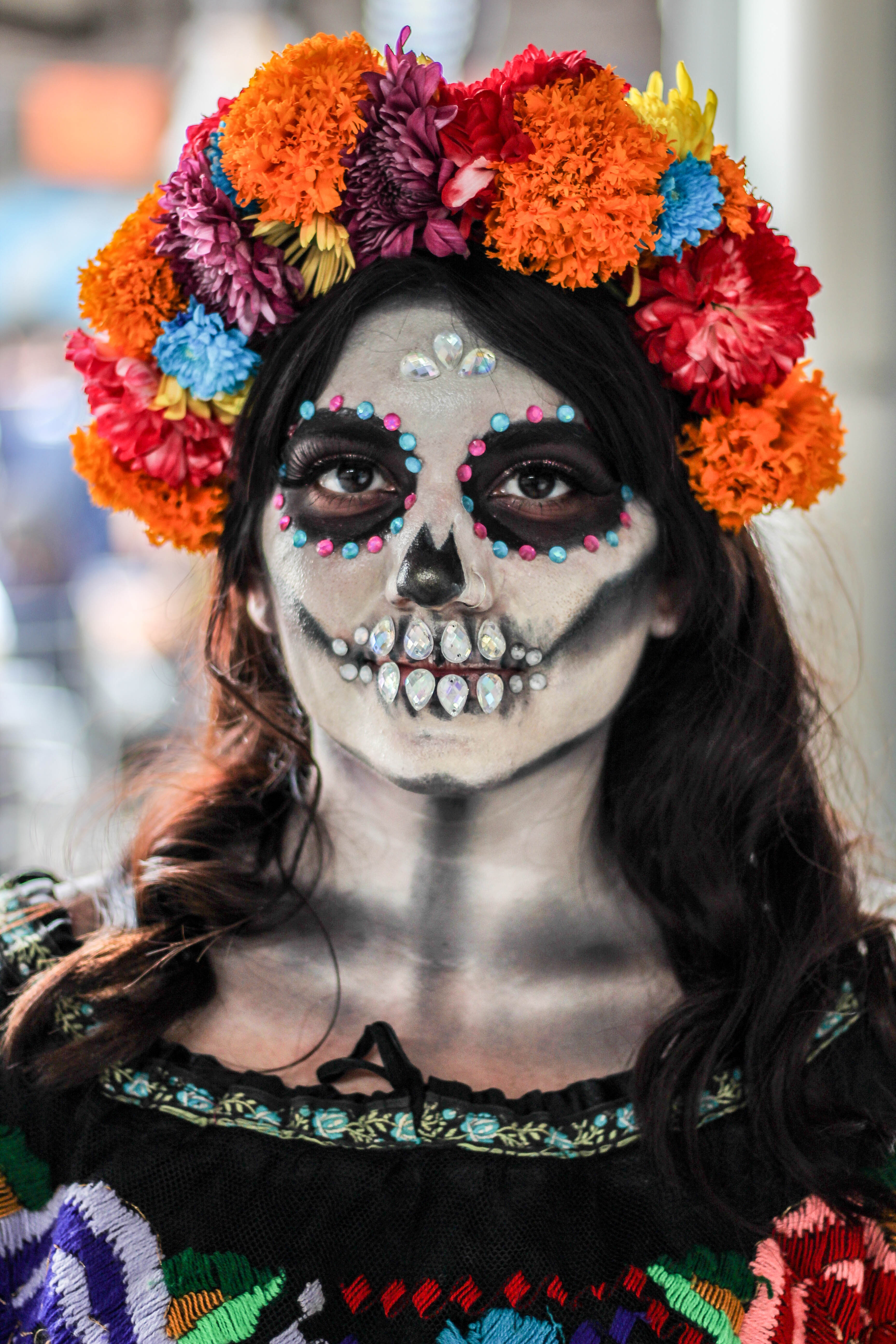
Kostümierte Catrina mit Gesichtsbemalung
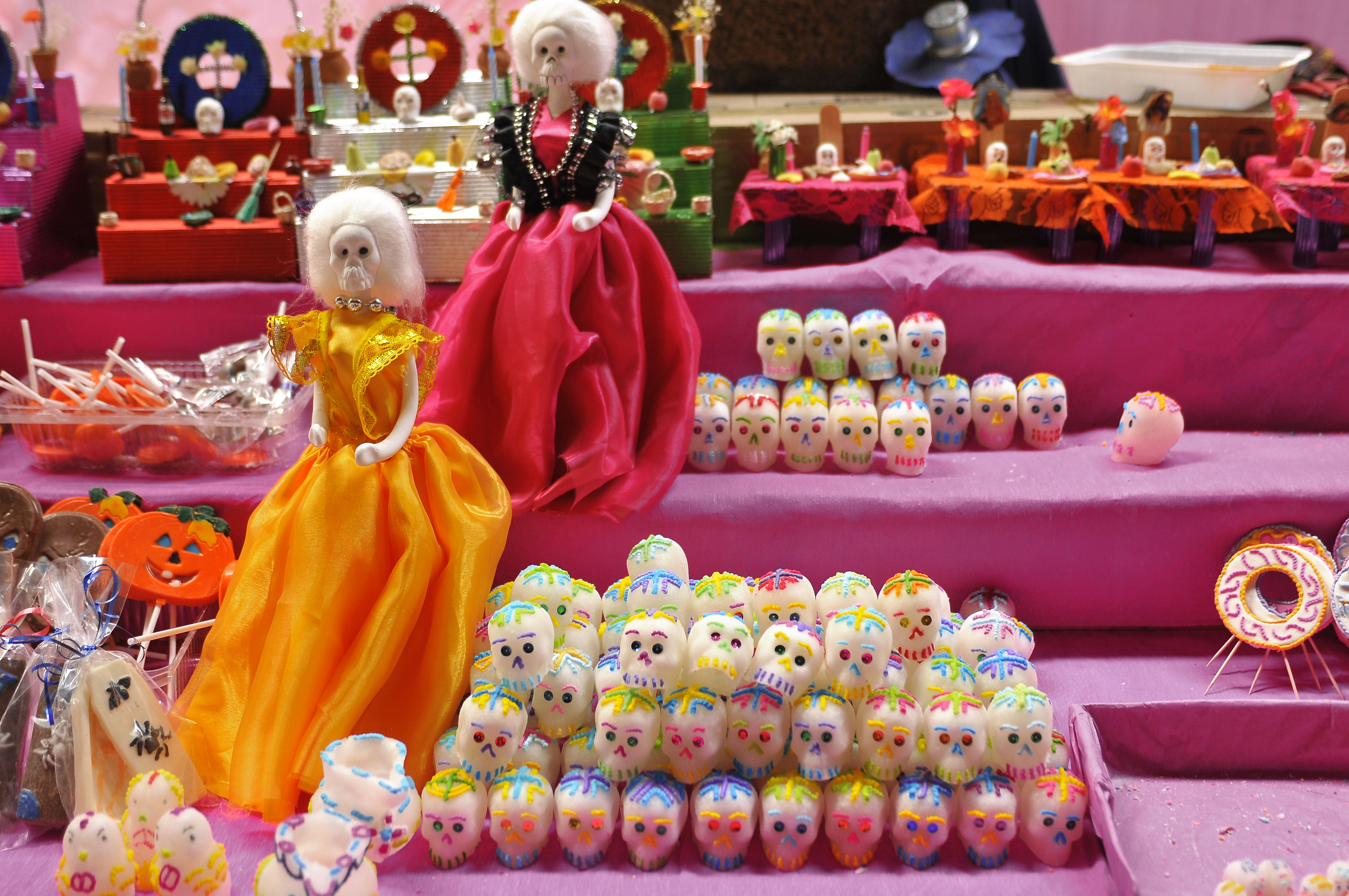
Bemalte Schädel aus Zucker, Pátzcuaro
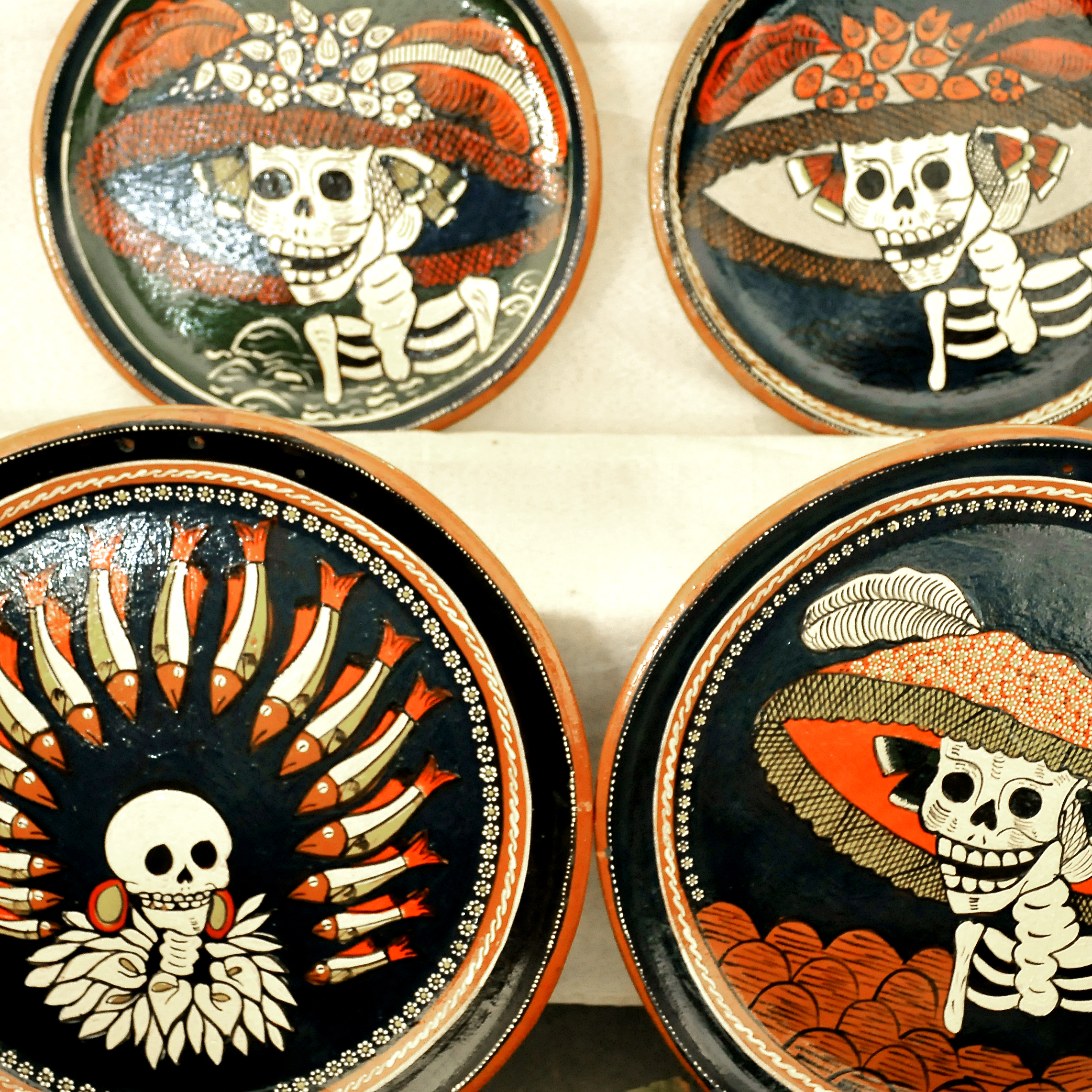
La Catrina-Teller aus Keramik, Michoacán
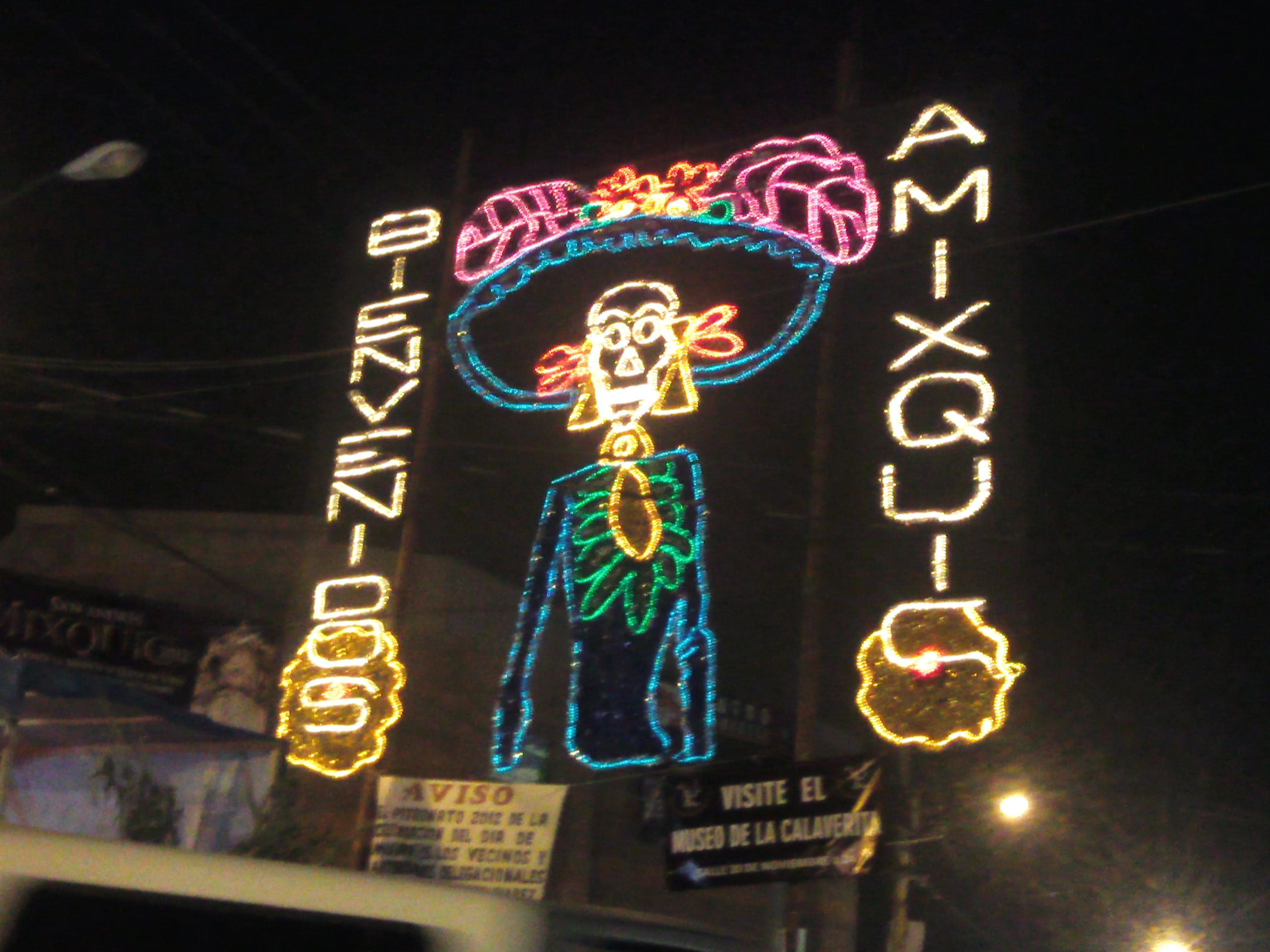
Catrina als Teil einer Leuchtreklame
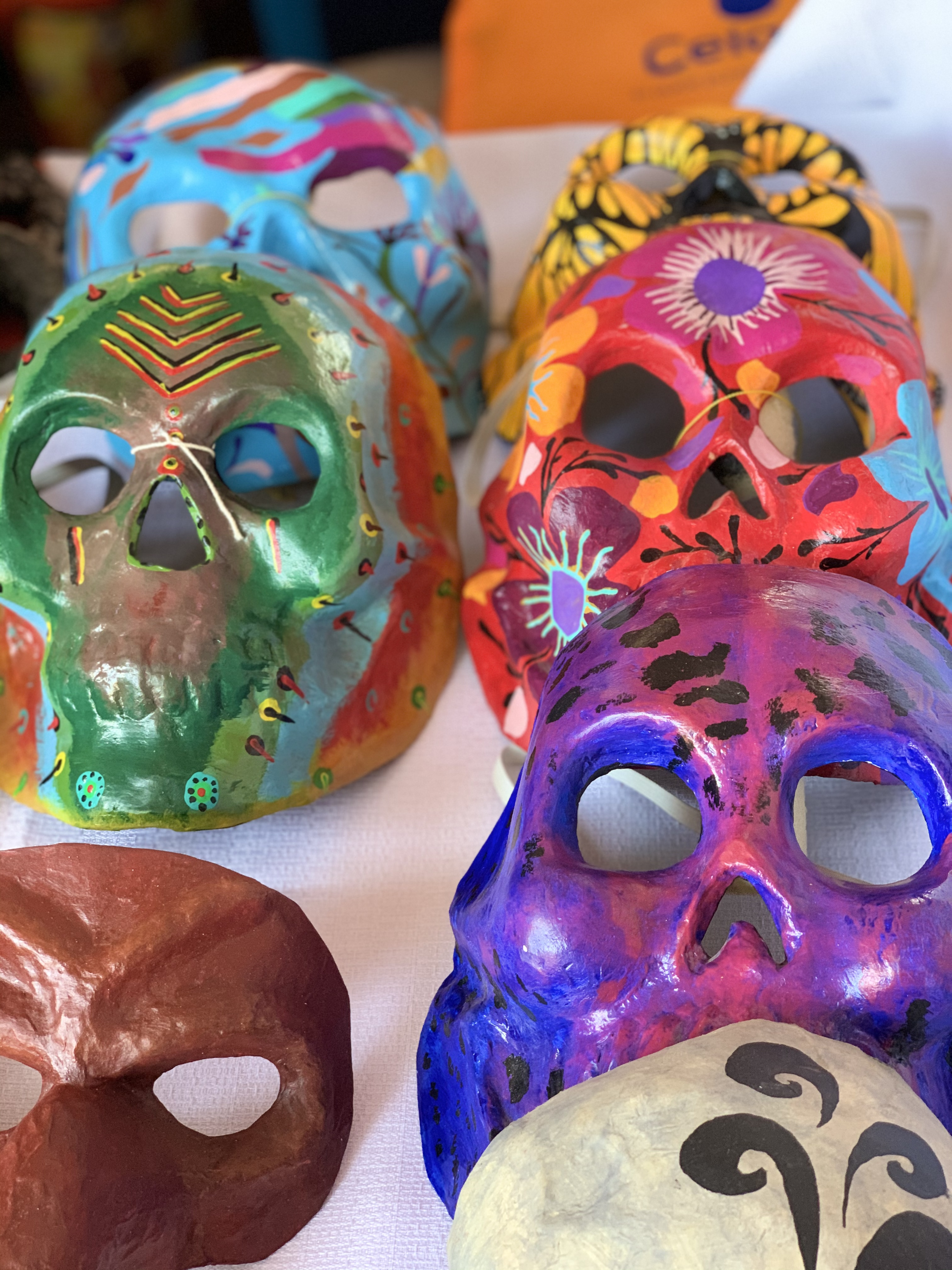
Catrina-Masken
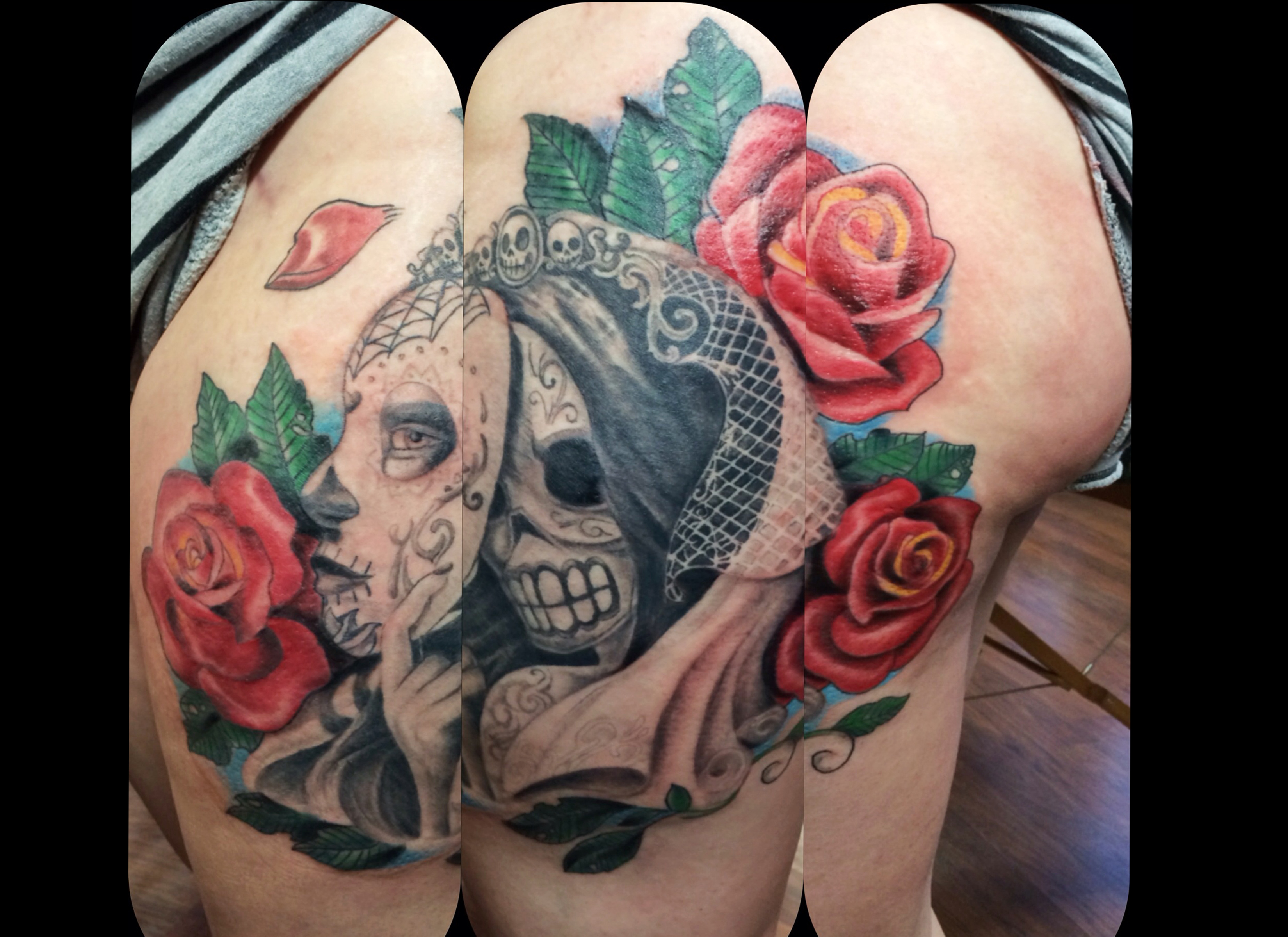
Mehrteilige Tätowierung der Calavera Catrina
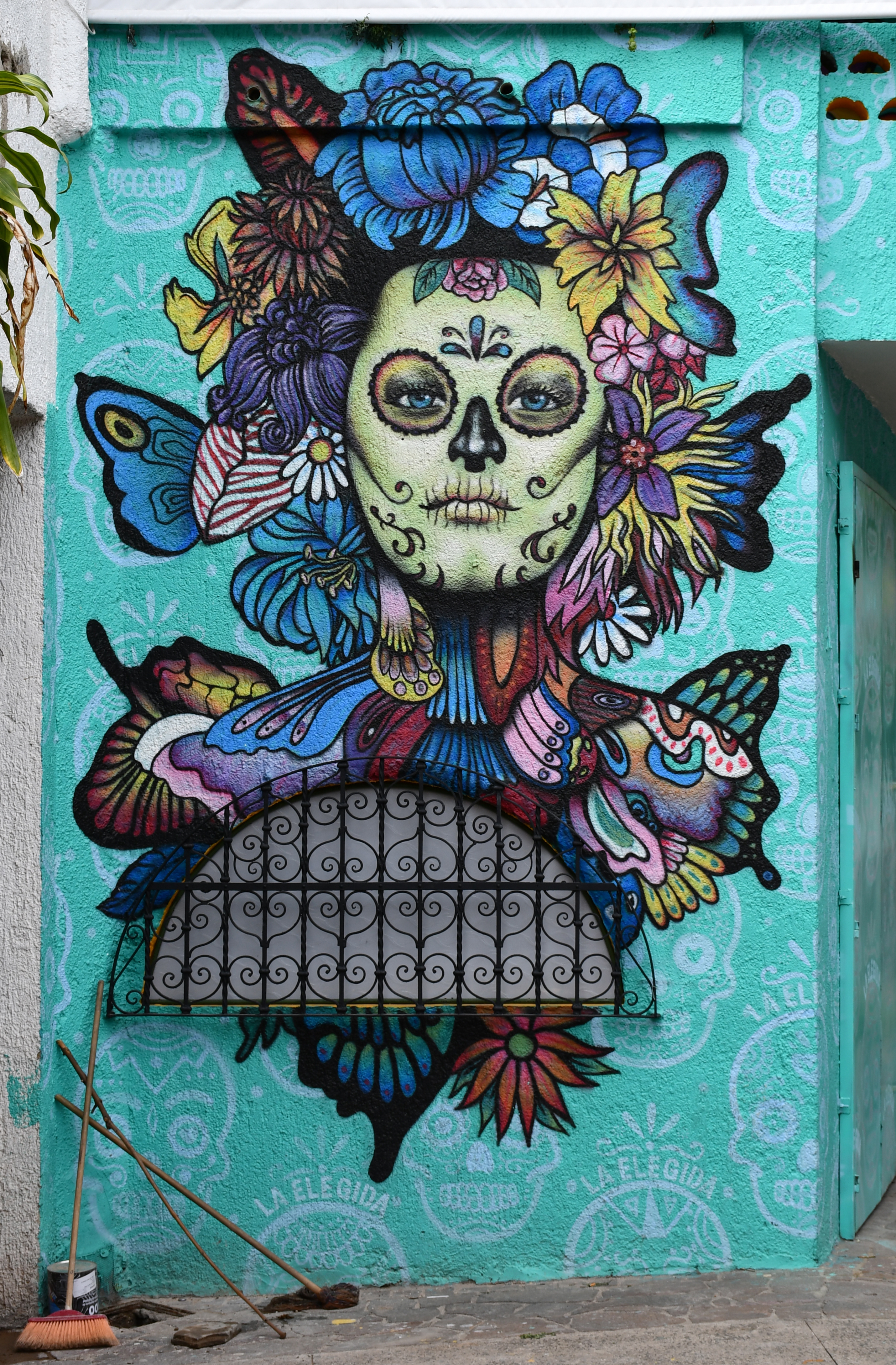
Graffiti in Tlaquepaque

## Deutschsprachige Publikationen
Der Anteil an deutschsprachigen Medien zum Thema Caterina ist im Vergleich zu dem, was auch auf Englisch oder Spanisch angeboten wird, sehr gering. Bei den aufgelisteten Büchern handelt sich um eine Auswahl ohne Anspruch auf Vollständigkeit.
- 2013: La Catrina & Sugar Skulls Vol. 1 - Tattoo Vorlagen Buch, Buch mit Vorlagen für Tätowierungen[5]
- 2014: La Catrina & Sugar Skulls: Volume 2, Buch mit Vorlagen für Tätowierungen[6]
- 2024: Aus dem Jenseits: Leitfaden für den Tag der Toten (La Catrina Bohemia - Deutsch, Band 1), Kinderbuch[8]
- La Catrina, Ausmalbuch / Tattovorlagenbuch[7]
- 2024: La Catrina: Der Ruf nach Mexiko[9]